# Collegio di Southend West and Leigh
Southend West and Leigh è un collegio elettorale situato nell'Essex, nell'Est dell'Inghilterra, e rappresentato alla Camera dei comuni del Parlamento del Regno Unito. Elegge un membro del parlamento con il sistema first-past-the-post, ossia maggioritario a turno unico. Attualmente, il collegio elettorale è rappresentato da David Burton-Sampson, del Partito Laburista, eletto nel 2024.

## Estensione
- 1950-1983: i ward del County Borough di Southend-on-Sea di Chalkwell, Eastwood, Leigh, Milton, Prittlewell, St Clements, Victoria e Westborough.
- 1983-2010:  i ward del Borough di Southend-on-Sea di Belfairs, Blenheim, Chalkwell, Eastwood, Leigh, Prittlewell e Westborough.
- dal 2010:  i ward del Borough di Southend-on-Sea di Belfairs, Blenheim Park, Chalkwell, Eastwood Park, Leigh, Prittlewell, St Laurence, Westborough e West Leigh.

Il collegio comprende una piccola parte ad ovest di Southend-on-Sea, e include Leigh-on-Sea e Westcliff-on-Sea. Confina a nord e ad est con il collegio di Rochford and Southend East, a nord con Rayleigh and Wickford, a ovest con Castle Point, e a sud con l'estuario del Tamigi.

## Membri del parlamento
| Elezione | Elezione     | Deputato             | Partito      |
| -------- | ------------ | -------------------- | ------------ |
|          | 1950         | Henry Channon        | Conservatore |
| 1959 (S) | Paul Channon |                      | Conservatore |
| 1997     | David Amess  |                      | Conservatore |
| 2022 (S) | Anna Firth   |                      | Conservatore |
|          | 2024         | David Burton-Sampson | Laburista    |

## Elezioni

### Elezioni negli anni 2020
| Partito                    | Partito                                           | Candidato                  | Risultati 4 luglio 2024 | Risultati 4 luglio 2024 |
| Partito                    | Partito                                           | Candidato                  | Voti                    | %                       |
| -------------------------- | ------------------------------------------------- | -------------------------- | ----------------------- | ----------------------- |
|                            | Laburista                                         | David Burton-Sampson       | 16 739                  | 35,64                   |
|                            | Conservatore                                      | Anna Firth                 | 14 790                  | 31,49                   |
|                            | Reform UK                                         | Peter Little               | 8 273                   | 17,61                   |
|                            | Verdi                                             | Tilly Hogrebe              | 3 262                   | 6,95                    |
|                            | Lib Dem                                           | Stephen Cummins            | 3 174                   | 6,76                    |
|                            | Confelicity                                       | James Miller               | 262                     | 0,56                    |
|                            | Indipendente                                      | Tom Darwood                | 172                     | 0,37                    |
|                            | Heritage                                          | Lara Hurley                | 99                      | 0,21                    |
|                            | Psychedelic Movement                              | Jason Pilley               | 99                      | 0,21                    |
|                            | Indipendente                                      | Robert Francis             | 98                      | 0,21                    |
|                            |                                                   |                            |                         |                         |
| Iscritti                   | Iscritti                                          | Iscritti                   | 75 154                  | 100,00                  |
| ↳ Votanti (% su iscritti)  | ↳ Votanti (% su iscritti)                         | ↳ Votanti (% su iscritti)  | 46 968                  | 62,50                   |
| ↳ Astenuti (% su iscritti) | ↳ Astenuti (% su iscritti)                        | ↳ Astenuti (% su iscritti) | 28 186                  | 37,50                   |
|                            |                                                   |                            |                         |                         |
|                            | Esito: collegio passa da Conservatore a Laburista |                            |                         |                         |

| Partito                    | Partito                                   | Candidato                  | Risultati 3 febbraio 2022 | Risultati 3 febbraio 2022 |
| Partito                    | Partito                                   | Candidato                  | Voti                      | %                         |
| -------------------------- | ----------------------------------------- | -------------------------- | ------------------------- | ------------------------- |
|                            | Conservatore                              | Anna Firth                 | 12 792                    | 86,10                     |
|                            | Psychedelic Movement                      | Jason Pilley               | 512                       | 3,45                      |
|                            | UKIP                                      | Steve Laws                 | 400                       | 2,69                      |
|                            | Democratici                               | Catherine Blaiklock        | 320                       | 2,15                      |
|                            | Indipendente                              | Jayda Fransen              | 299                       | 2,01                      |
|                            | Heritage                                  | Ben Downton                | 236                       | 1,59                      |
|                            | Freedom Alliance                          | Christopher Anderson       | 161                       | 1,08                      |
|                            | English Constitution                      | Graham Moore               | 86                        | 0,58                      |
|                            | —                                         | Olga Childs                | 52                        | 0,35                      |
|                            |                                           |                            |                           |                           |
| Iscritti                   | Iscritti                                  | Iscritti                   | 66 354                    | 100,00                    |
| ↳ Votanti (% su iscritti)  | ↳ Votanti (% su iscritti)                 | ↳ Votanti (% su iscritti)  | 15 942                    | 24,03                     |
| ↳ Astenuti (% su iscritti) | ↳ Astenuti (% su iscritti)                | ↳ Astenuti (% su iscritti) | 50 412                    | 75,97                     |
|                            |                                           |                            |                           |                           |
|                            | Esito: collegio confermato a Conservatore |                            |                           |                           |

### Elezioni negli anni 2010
| Partito                    | Partito                                   | Candidato                  | Risultati 12 dicembre 2019 | Risultati 12 dicembre 2019 |
| Partito                    | Partito                                   | Candidato                  | Voti                       | %                          |
| -------------------------- | ----------------------------------------- | -------------------------- | -------------------------- | -------------------------- |
|                            | Conservatore                              | David Amess                | 27 555                     | 59,21                      |
|                            | Laburista                                 | Aston Line                 | 13 096                     | 28,14                      |
|                            | Lib Dem                                   | Nina Stimson               | 5 312                      | 11,41                      |
|                            | Indipendente                              | 77 Joseph                  | 574                        | 1,23                       |
|                            |                                           |                            |                            |                            |
| Iscritti                   | Iscritti                                  | Iscritti                   | 69 043                     | 100,00                     |
| ↳ Votanti (% su iscritti)  | ↳ Votanti (% su iscritti)                 | ↳ Votanti (% su iscritti)  | 46 537                     | 67,40                      |
| ↳ Astenuti (% su iscritti) | ↳ Astenuti (% su iscritti)                | ↳ Astenuti (% su iscritti) | 22 506                     | 32,60                      |
|                            |                                           |                            |                            |                            |
|                            | Esito: collegio confermato a Conservatore |                            |                            |                            |

| Partito                    | Partito                                   | Candidato                  | Risultati 8 giugno 2017 | Risultati 8 giugno 2017 |
| Partito                    | Partito                                   | Candidato                  | Voti                    | %                       |
| -------------------------- | ----------------------------------------- | -------------------------- | ----------------------- | ----------------------- |
|                            | Conservatore                              | David Amess                | 26 046                  | 55,19                   |
|                            | Laburista                                 | Julian Ware-Lane           | 16 046                  | 34,00                   |
|                            | Lib Dem                                   | Lucy Salek                 | 2 110                   | 4,47                    |
|                            | UKIP                                      | John Stansfield            | 1 666                   | 3,53                    |
|                            | Verdi                                     | Dominic Ellis              | 831                     | 1,76                    |
|                            | Southend Independent Association          | Tino Callaghan             | 305                     | 0,65                    |
|                            | Indipendente                              | Jason Pilley               | 187                     | 0,40                    |
|                            |                                           |                            |                         |                         |
| Iscritti                   | Iscritti                                  | Iscritti                   | 73 505                  | 100,00                  |
| ↳ Votanti (% su iscritti)  | ↳ Votanti (% su iscritti)                 | ↳ Votanti (% su iscritti)  | 47 323                  | 64,38                   |
| ↳ Astenuti (% su iscritti) | ↳ Astenuti (% su iscritti)                | ↳ Astenuti (% su iscritti) | 26 182                  | 35,62                   |
|                            |                                           |                            |                         |                         |
|                            | Esito: collegio confermato a Conservatore |                            |                         |                         |

| Partito                    | Partito                                   | Candidato                  | Risultati 7 maggio 2015 | Risultati 7 maggio 2015 |
| Partito                    | Partito                                   | Candidato                  | Voti                    | %                       |
| -------------------------- | ----------------------------------------- | -------------------------- | ----------------------- | ----------------------- |
|                            | Conservatore                              | David Amess                | 22 175                  | 49,82                   |
|                            | Laburista                                 | Julian Ware-Lane           | 8 154                   | 18,32                   |
|                            | UKIP                                      | Brian Otridge              | 7 803                   | 17,53                   |
|                            | Lib Dem                                   | Paul Collins               | 4 129                   | 9,28                    |
|                            | Verdi                                     | Jon Fuller                 | 2 083                   | 4,68                    |
|                            | Democratici                               | Jeremy Moss                | 165                     | 0,37                    |
|                            |                                           |                            |                         |                         |
| Iscritti                   | Iscritti                                  | Iscritti                   | 66 830                  | 100,00                  |
| ↳ Votanti (% su iscritti)  | ↳ Votanti (% su iscritti)                 | ↳ Votanti (% su iscritti)  | 44 509                  | 66,60                   |
| ↳ Astenuti (% su iscritti) | ↳ Astenuti (% su iscritti)                | ↳ Astenuti (% su iscritti) | 22 321                  | 33,40                   |
|                            |                                           |                            |                         |                         |
|                            | Esito: collegio confermato a Conservatore |                            |                         |                         |

| Partito                    | Partito                                   | Candidato                  | Risultati 6 maggio 2010 | Risultati 6 maggio 2010 |
| Partito                    | Partito                                   | Candidato                  | Voti                    | %                       |
| -------------------------- | ----------------------------------------- | -------------------------- | ----------------------- | ----------------------- |
|                            | Conservatore                              | David Amess                | 20 086                  | 46,06                   |
|                            | Lib Dem                                   | Peter Welch                | 12 816                  | 29,39                   |
|                            | Laburista                                 | Thomas Flynn               | 5 850                   | 13,42                   |
|                            | UKIP                                      | Garry Cockrill             | 1 714                   | 3,93                    |
|                            | BNP                                       | Tony Gladwin               | 1 333                   | 3,06                    |
|                            | Verdi                                     | Barry Bolton               | 644                     | 1,48                    |
|                            | Indipendente                              | Vel (Marimutu Velmurgan)   | 617                     | 1,41                    |
|                            | Democratici                               | Terry Phillips             | 546                     | 1,25                    |
|                            |                                           |                            |                         |                         |
| Iscritti                   | Iscritti                                  | Iscritti                   | 66 983                  | 100,00                  |
| ↳ Votanti (% su iscritti)  | ↳ Votanti (% su iscritti)                 | ↳ Votanti (% su iscritti)  | 43 606                  | 65,10                   |
| ↳ Astenuti (% su iscritti) | ↳ Astenuti (% su iscritti)                | ↳ Astenuti (% su iscritti) | 23 377                  | 34,90                   |
|                            |                                           |                            |                         |                         |
|                            | Esito: collegio confermato a Conservatore |                            |                         |                         |

### Elezioni negli anni 2000
| Partito                    | Partito                                   | Candidato                  | Risultati 5 maggio 2005 | Risultati 5 maggio 2005 |
| Partito                    | Partito                                   | Candidato                  | Voti                    | %                       |
| -------------------------- | ----------------------------------------- | -------------------------- | ----------------------- | ----------------------- |
|                            | Conservatore                              | David Amess                | 18 408                  | 46,22                   |
|                            | Lib Dem                                   | Peter Wexham               | 9 449                   | 23,72                   |
|                            | Laburista                                 | Jan Etienne                | 9 072                   | 22,78                   |
|                            | UKIP                                      | Carole Sampson             | 1 349                   | 3,39                    |
|                            | Indipendente                              | Marimutu Velmurgan         | 745                     | 1,87                    |
|                            | Democratici                               | Jeremy Moss                | 701                     | 1,76                    |
|                            | Max Power Party                           | Dan Anslow                 | 106                     | 0,27                    |
|                            |                                           |                            |                         |                         |
| Iscritti                   | Iscritti                                  | Iscritti                   | 77 490                  | 100,00                  |
| ↳ Votanti (% su iscritti)  | ↳ Votanti (% su iscritti)                 | ↳ Votanti (% su iscritti)  | 39 830                  | 51,40                   |
| ↳ Astenuti (% su iscritti) | ↳ Astenuti (% su iscritti)                | ↳ Astenuti (% su iscritti) | 37 660                  | 48,60                   |
|                            |                                           |                            |                         |                         |
|                            | Esito: collegio confermato a Conservatore |                            |                         |                         |

| Partito                    | Partito                                   | Candidato                  | Risultati 7 giugno 2001 | Risultati 7 giugno 2001 |
| Partito                    | Partito                                   | Candidato                  | Voti                    | %                       |
| -------------------------- | ----------------------------------------- | -------------------------- | ----------------------- | ----------------------- |
|                            | Conservatore                              | David Amess                | 17 313                  | 46,32                   |
|                            | Laburista                                 | Paul Fisher                | 9 372                   | 25,08                   |
|                            | Lib Dem                                   | Richard de Ste Croix       | 9 319                   | 24,93                   |
|                            | UKIP                                      | Brian Lee                  | 1 371                   | 3,67                    |
|                            |                                           |                            |                         |                         |
| Iscritti                   | Iscritti                                  | Iscritti                   | 64 439                  | 100,00                  |
| ↳ Votanti (% su iscritti)  | ↳ Votanti (% su iscritti)                 | ↳ Votanti (% su iscritti)  | 37 375                  | 58,00                   |
| ↳ Astenuti (% su iscritti) | ↳ Astenuti (% su iscritti)                | ↳ Astenuti (% su iscritti) | 27 064                  | 42,00                   |
|                            |                                           |                            |                         |                         |
|                            | Esito: collegio confermato a Conservatore |                            |                         |                         |

## Risultati dei referendum

### Referendum sulla permanenza del Regno Unito nell'Unione europea del 2016
|             | Collegio      | Lasciare UE % | Rimanere in UE % |
| ----------- | ------------- | ------------- | ---------------- |
|             | Southend West | 55,0%         | 45,0%            |
| Inghilterra | 53,3%         | 46,7%         |                  |
| Regno Unito | 51,9%         | 48,1%         |                  |